# تکنام پی۲۰۰۲
تکنام پی۲۰۰۲ (به انگلیسی: Tecnam_P2002_Sierra) یک هواگرد ملخ‌پیشین تک‌موتوره از نوع دو سرنشینه سبک ساخت شرکت Tecnam است.